# 대구삼성라이온즈파크
대구삼성라이온즈파크(Daegu Samsung Lions Park)는 대구광역시 수성구 연호동에 위치한 야구장이다. 대한민국내의 다른 야구장과 다른 팔각형 모양의 경기장이며 삼성 라이온즈가 2021년 해당 장소에서 2차 전지훈련을 치렀다.

## 특징
대구광역시는 1948년에 건립한 대구시민운동장 야구장이 2006년 실시된 정밀 안전진단에서 E등급을 받는 등 시설의 노후화 및 주차장ㆍ편의시설의 부족으로 인한 야구 팬들의 지속적인 야구장 신축 요구에 따라 2011년 2월 야구장 건립 계획을 공식 발표했다. 부지는 여러 차례 검토 끝에 대구 도시철도 2호선 수성알파시티역 근처로 정했다.
신축 야구장의 설계특징은 8각의 다이아몬드 형태로 동북동방향으로 배치해 하절기 관람석에 그늘이 최대한 확보되도록 배치했다. 독립된 스카이 박스와 바비큐석, 패밀리석, 잔디석 등 다양한 이벤트석을 설치했다. 대지 면적 151526m2, 지하 2층, 지상 5층으로 연면적 45000m2이며 고정 관람석이 24,000석, 최대 수용인원 29,000명이며 사업비는 부지 매입비 등 약1666억 원이다.
삼성 라이온즈는 신축 야구장에서도 3루 더그아웃을 사용한다. 3루 더그아웃을 홈으로 사용해 온 삼성 라이온즈는 기존 대구시민운동장 야구장의 건축구조상 상대적으로 햇빛이 많이 드는 1루 쪽을 피해 경기 집중력을 높이려는 의도로써 예외적으로 3루 더그아웃을 사용하였으나, 연속성을 살려 신축 야구장에서도 3루 더그아웃을 사용함으로써 이를 트레이드 마크로 삼을 계획이다. 이에 따라 관중석과 편의시설 등도 3루쪽에 더 많이 배치된다. 대부분 대한민국의 야구장이 홈플레이트에서 외야 센터를 반으로 갈랐을 때 1루와 3루쪽 비율이 50대 50이지만, 이 야구장은 3루쪽이 55%, 1루쪽이 45%다. 원정팀 관중에 비해 10% 정도를 3루쪽 홈 관중에 더 비중을 뒀다. 관중석 지붕도 이 같은 비율로 설치된다. 스카이박스 6개와 파티플로어 1개가 배치되는 1루쪽에 비해 3루쪽에는 스카이박스 24개와 파티플로어 1개가 들어선다.
신축되는 대구광역시의 팔각 다이아몬드형 야구장은 그 형태만으로도 차별성이 있으며, 미국 메이저 리그 야구장 중에서도 특히, 필라델피아 필리스 구단의 홈구장인 시티즌스 뱅크 파크의 모양을 벤치마킹하였다. 이는 원형 구장에 비해 관람객 공간이 넓어 야구팬을 많이 수용할 수 있고, 시야가 넓게 확보되어 경기를 편안하게 관람할 수 있는 장점이 있다. 이러한 장점을 살려 좌석은 모두 마운드를 향하도록 했다. 어느 좌석에서든 허리를 돌리지 않고도 투-타의 시작을 볼 수 있다. 관중이 더욱 가까이서 선수들의 플레이를 볼 수 있도록 관중석과 그라운드를 밀착시킨 것도 새 야구장의 특징이다. 1, 3루 및 홈베이스에서 관중석까지의 거리가 18.3m에 불과하다. 또한 마운드의 다이아몬드 모양과 통일성을 기하여 외관 또한 아름다운 것이 특징이다. 또한 외야 우측에는 36m×20m 규모의 대형 전광판이 설치되었다.
2015년 5월 27일 구장명이 대구삼성라이온즈파크로 확정되었다.
2015년 11월 17일 진입로의 명칭이 야구전설로로 확정되었다.
2016년 2월 25일부터 국민타자 이승엽 선수가 대구 도시철도 2호선 수성알파시티역의 특별 안내방송을 맡고 있다.
2016년 3월 8일에 준공되었고, 2016년 3월 19일에 개장식을 가졌다.
2016년 3월 22일에 2016 타이어뱅크 KBO 리그 LG 트윈스와 삼성 라이온즈의 첫 시범경기를 하였고, 2016년 4월 1일에 2016 타이어뱅크 KBO 리그 두산 베어스와 삼성 라이온즈의 첫 정규리그가 열렸다.
2017년 펜스를 높일 예정이었으나 최종 무산되었다. 그 외에 기존의 외야 스탠딩 서포터즈석을 'D-First 루프탑'으로 명칭을 변경하고 테이블을 신설하였다. 7월에는 대구삼성라이온즈파크 개장 첫 KBO리그 올스타전과 퓨처스리그 올스타전이 열렸다. SK 와이번스의 최정이 미스터 올스타에 선정됐다.

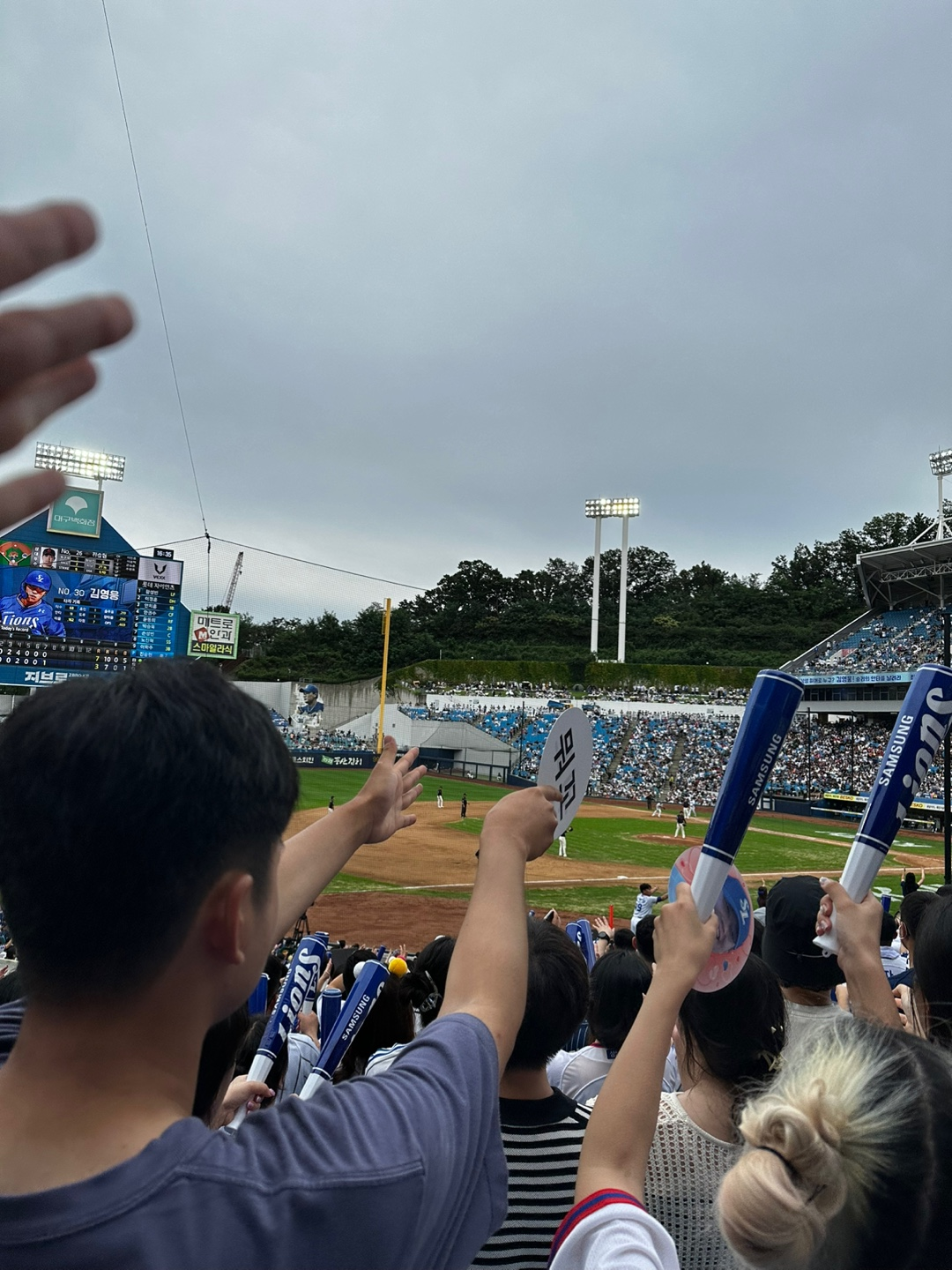
라이언즈파크 경기장에서 삼성을 응원하며 찍은 사진

2018년 기존에 관람객의 시야를 방해했던 내야 기둥 총 20개 중 안전에 필요한 최소한의 기둥만 남기고 확 줄이기로 했다. 그물망 또한 기존 그물망보다 더 가볍고 얇은 고급 재질로 바꾸기로 했다. 그물망 높이도 더 높여 팬들이 더욱 안전하게 관람할 수 있도록 할 계획이다. 이와 함께 응원단상도 확장한다.

## 내부시설

### 1F 외부 매장
- CU (편의점)
- 알통떡강정 (치킨)
- 스트릿츄러스 & 라팍바베큐하우스
- 버터우드

### 2F 외부 매장
- WOKSTER
- 맘스터치 (패스트푸드)
- 상하목장&팝콘
- 브뤼셀프라이 (감자튀김)

### 2F 외야석
- 몽블랑더파리
- 만재네
- 비어배트 맥주부스

### 2F 푸드스트리트
- CU (편의점)
- 리얼키친더홍
- 해피치즈스마일 (분식)
- 파파존스 (피자)
- 북촌손만두

### 3F 내야석
- 노랑통닭 (치킨)
- 리얼피그
- 도리토스타코&핫도그
- 해피치즈스마일 (분식)
- 해피크레페
- 북촌손만두
- 전설꼬치
- 전설스낵
- 알통떡강정 (치킨)
- 5직떡볶이
- 리얼누들
- 비어배트 맥주부스

### 4F 스윗박스
- 블루문
- 맥주부스

### 5F 스카이프리
- CU (편의점)
- 지코바 (치킨)
- STATION
- 맥주부스
- 스트릿츄러스 & 블루팡팡
- 5직떡볶이 & 장여사 나뭇잎 만두
- 맥주부스
- 빙수
- 요아정

## 동물 난입
- 2016년 5월 13일에 롯데 자이언츠와 삼성 라이온즈 2회말 경기 도중에는 고양이가 무단 난입하는 사건이 발생하였다.
- 2019년 5월 8일에 NC 다이노스와 삼성 라이온즈 2회말 경기 도중에는 비둘기가 외야에 난입하였다. 다행히, 비둘기는 전광판 쪽으로 날아가서 야구장 구경을 하였다. 이 계기였는지 삼성 라이온즈가 홈런도 치고, 외야 아웃 수비도 멋있게 잡아내는 일도 발생하였다.

## 교통
야구장 인근에 대구 도시철도 2호선 수성알파시티역이 있으며, 야구장에서 나와서 약 50m 정도만 걸어가면 접근할 수 있다. 이 야구장은 국내에 있는 야구장 중 서울 잠실야구장과 더불어(서울 지하철 2호선 종합운동장역) 지하철과 가장 거리가 가까운 야구장이다.
개장을 앞두고 시내버스 정류장이 정비됐다.
야구팀의 연고지에서 KTX / SRT 및 고속버스가 동대구역 혹은 동대구복합환승센터로 운행되고 있다.
동대구역에서 접근 시, 399번, 937번 버스가 야구장 앞까지 다니며, 동대구역에서 반월당역에서 환승해 수성알파시티역에서 하차하면 쉽게 접근이 가능하다.
수성IC가 근방에 있어 시외에서 자차를 이용해 야구장을 방문하기 편리하다. 하지만 대구삼성라이온즈파크의 주차 수용능력은 1,117면으로 관중 수용 규모에 비해 턱없이 모자라다. 경기일에는 야구장 부근에는 주차난이 심각해 대구광역시에서 야구전설로와 주변도로 일부에 대해 이면주차를 허용하기로 결정했다.

## 주요 기록
| 기록                  | 날짜        | 선수          | 소속팀        | 상대팀        | 비고      |
| --------------------- | ----------- | ------------- | ------------- | ------------- | --------- |
| 안타                  | 2016. 3. 22 | 구자욱        | 삼성 라이온즈 | LG 트윈스     | 시범 경기 |
| 안타                  | 2016. 4. 1  | 박해민        | 삼성 라이온즈 | 두산 베어스   | 정규 리그 |
| 2루타                 | 2016. 3. 22 | 양석환        | LG 트윈스     | 삼성 라이온즈 | 시범 경기 |
| 2루타                 | 2016. 4. 2  | 구자욱        | 삼성 라이온즈 | 두산 베어스   | 정규 리그 |
| 3루타                 | 2016. 3. 26 | 이진석        | SK 와이번스   | 삼성 라이온즈 | 시범 경기 |
| 3루타                 | 2016. 4. 2  | 백상원        | 삼성 라이온즈 | 두산 베어스   | 정규 리그 |
| 타점                  | 2016. 3. 22 | 아롬 발디리스 | 삼성 라이온즈 | LG 트윈스     | 시범 경기 |
| 타점                  | 2016. 4. 1  | 이승엽        | 삼성 라이온즈 | 두산 베어스   | 정규 리그 |
| 득점                  | 2016. 3. 22 | 구자욱        | 삼성 라이온즈 | LG 트윈스     | 시범 경기 |
| 득점                  | 2016. 4. 1  | 아롬 발디리스 | 삼성 라이온즈 | 두산 베어스   | 정규 리그 |
| 결승타                | 2016. 3. 22 | 박해민        | 삼성 라이온즈 | LG 트윈스     | 시범 경기 |
| 결승타                | 2016. 4. 2  | 김상수        | 삼성 라이온즈 | 두산 베어스   | 정규 리그 |
| 볼넷                  | 2016. 3. 22 | 최형우        | 삼성 라이온즈 | LG 트윈스     | 시범 경기 |
| 볼넷                  | 2016. 4. 1  | 정수빈        | 두산 베어스   | 삼성 라이온즈 | 정규 리그 |
| 사구                  | 2016. 3. 22 | 유강남        | LG 트윈스     | 삼성 라이온즈 | 시범 경기 |
| 사구                  | 2016. 4. 1  | 최주환        | 두산 베어스   | 삼성 라이온즈 | 정규 리그 |
| 도루                  | 2016. 3. 22 | 구자욱        | 삼성 라이온즈 | LG 트윈스     | 시범 경기 |
| 도루                  | 2016. 4. 1  | 정수빈        | 두산 베어스   | 삼성 라이온즈 | 정규 리그 |
| 삼진                  | 2016. 3. 22 | 임훈          | LG 트윈스     | 삼성 라이온즈 | 시범 경기 |
| 삼진                  | 2016. 4. 1  | 닉 에반스     | 두산 베어스   | 삼성 라이온즈 | 정규 리그 |
| 폭투                  | 2016. 3. 22 | 장필준        | 삼성 라이온즈 | LG 트윈스     | 시범 경기 |
| 폭투                  | 2016. 4. 1  | 김강률        | 두산 베어스   | 삼성 라이온즈 | 정규 리그 |
| 실책                  | 2016. 3. 22 | 최형우        | 삼성 라이온즈 | LG 트윈스     | 시범 경기 |
| 실책                  | 2016. 4. 1  | 차우찬        | 삼성 라이온즈 | 두산 베어스   | 정규 리그 |
| 병살타                | 2016. 3. 23 | 이천웅        | LG 트윈스     | 삼성 라이온즈 | 시범 경기 |
| 병살타                | 2016. 4. 1  | 정수빈        | 두산 베어스   | 삼성 라이온즈 | 정규 리그 |
| 홈런                  | 2016. 3. 22 | 박해민        | 삼성 라이온즈 | LG 트윈스     | 시범 경기 |
| 홈런                  | 2016. 4. 1  | 양의지        | 두산 베어스   | 삼성 라이온즈 | 정규 리그 |
| 만루 홈런             |             |               |               |               | 시범 경기 |
| 만루 홈런             | 2016. 4. 23 | 앤디 마르테   | kt wiz        | 삼성 라이온즈 | 정규 리그 |
| 장외 홈런             |             |               |               |               | 시범 경기 |
| 장외 홈런             | 2016. 4. 12 | 박석민        | NC 다이노스   | 삼성 라이온즈 | 정규 리그 |
| 인사이드 더 파크 홈런 |             |               |               |               | 시범 경기 |
| 인사이드 더 파크 홈런 |             |               |               | 정규 리그     |           |
| 탈삼진                | 2016. 3. 22 | 장원삼        | 삼성 라이온즈 | LG 트윈스     | 시범 경기 |
| 탈삼진                | 2016. 4. 1  | 차우찬        | 삼성 라이온즈 | 두산 베어스   | 정규 리그 |
| 승                    | 2016. 3. 22 | 박근홍        | 삼성 라이온즈 | LG 트윈스     | 시범 경기 |
| 승                    | 2016. 4. 1  | 더스틴 니퍼트 | 두산 베어스   | 삼성 라이온즈 | 정규 리그 |
| 패                    | 2016. 3. 22 | 유원상        | LG 트윈스     | 삼성 라이온즈 | 시범 경기 |
| 패                    | 2016. 4. 1  | 차우찬        | 삼성 라이온즈 | 두산 베어스   | 정규 리그 |
| 완봉승                |             |               |               |               | 시범 경기 |
| 완봉승                | 2016. 4. 26 | 우규민        | LG 트윈스     | 삼성 라이온즈 | 정규 리그 |
| 홀드                  | 2016. 3. 22 | 김동호        | 삼성 라이온즈 | LG 트윈스     | 시범 경기 |
| 홀드                  | 2016. 4. 1  | 김강률        | 두산 베어스   | 삼성 라이온즈 | 정규 리그 |
| 세이브                | 2016. 3. 22 | 심창민        | 삼성 라이온즈 | LG 트윈스     | 시범 경기 |
| 세이브                | 2016. 4. 14 | 안지만        | 삼성 라이온즈 | NC 다이노스   | 정규 리그 |

## 사진

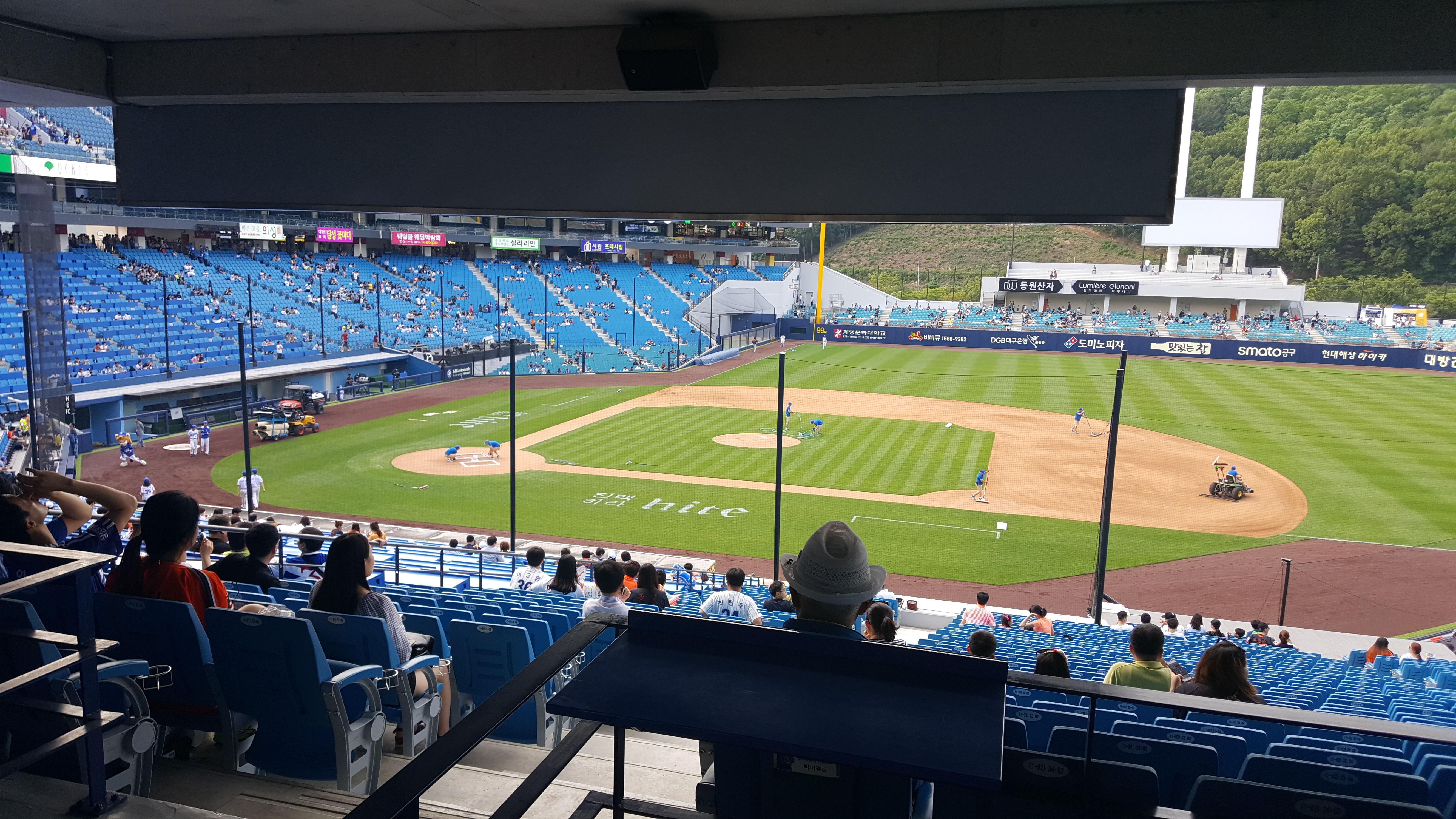
2016년 6월 대구삼성라이온즈파크 1루석 (원정응원석)
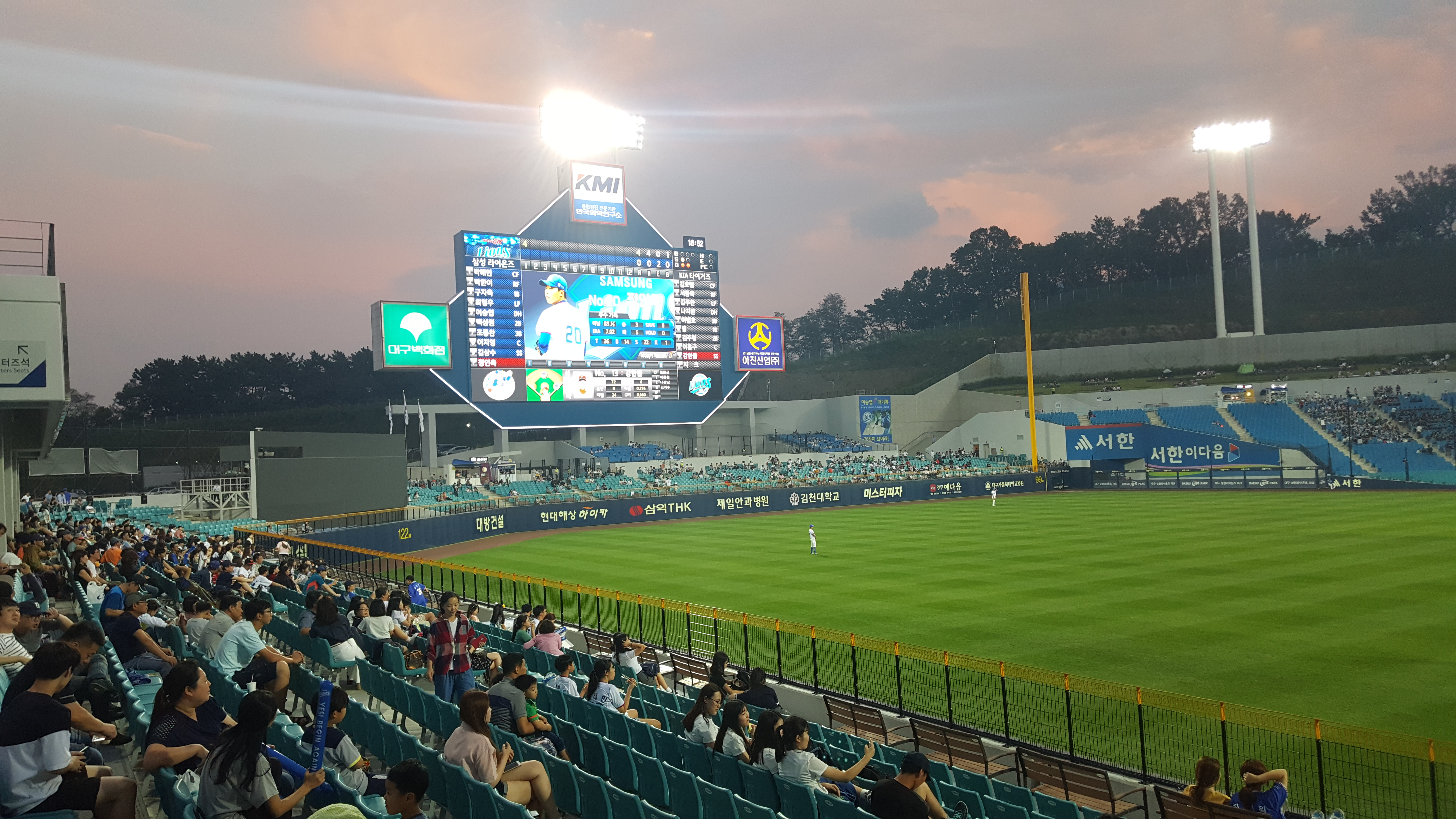
2016년 9월 대구삼성라이온즈파크 외야석, 선발투수는 정인욱
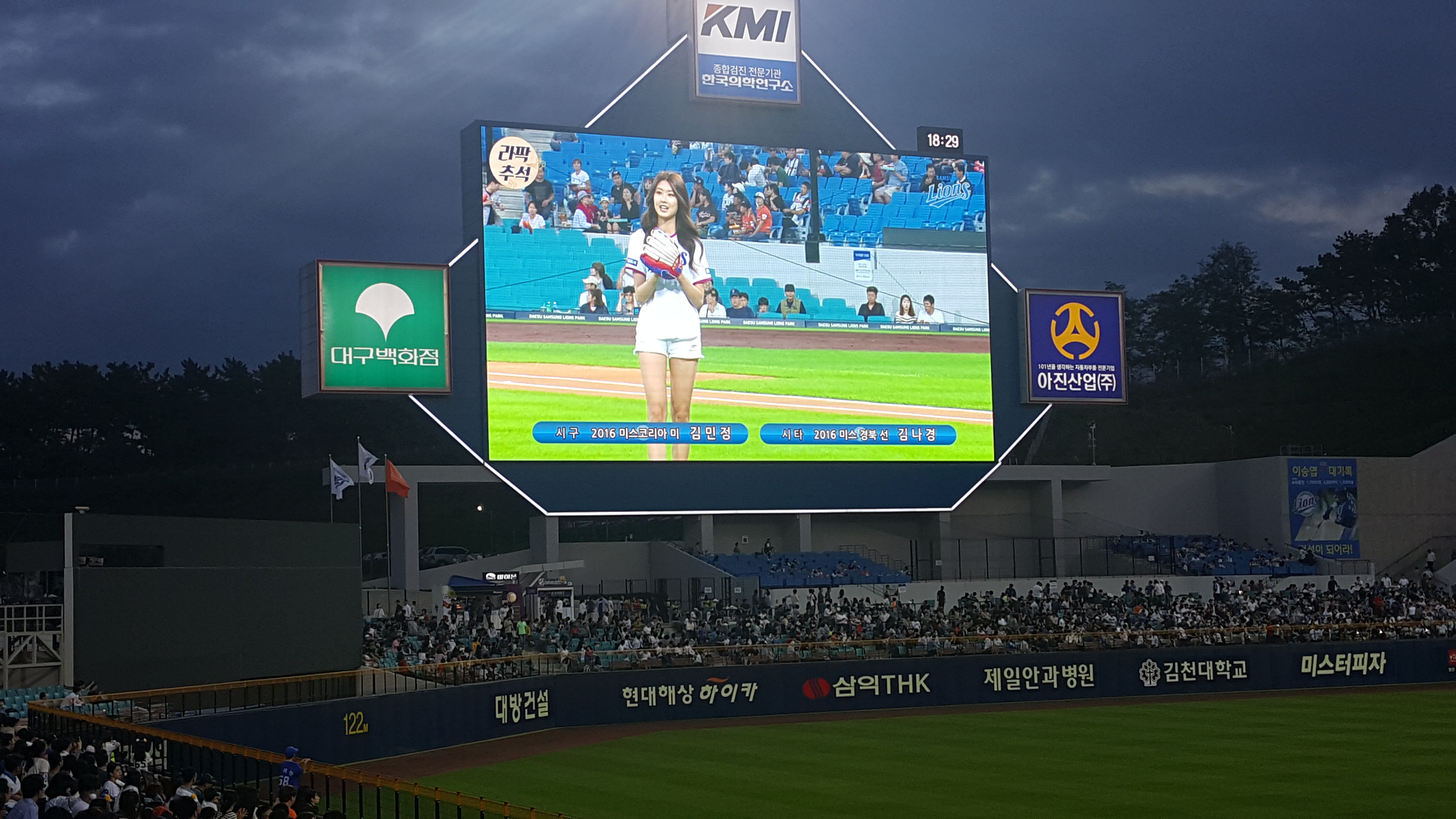
2016년 9월 시구자 2016년 미스코리아 김민정
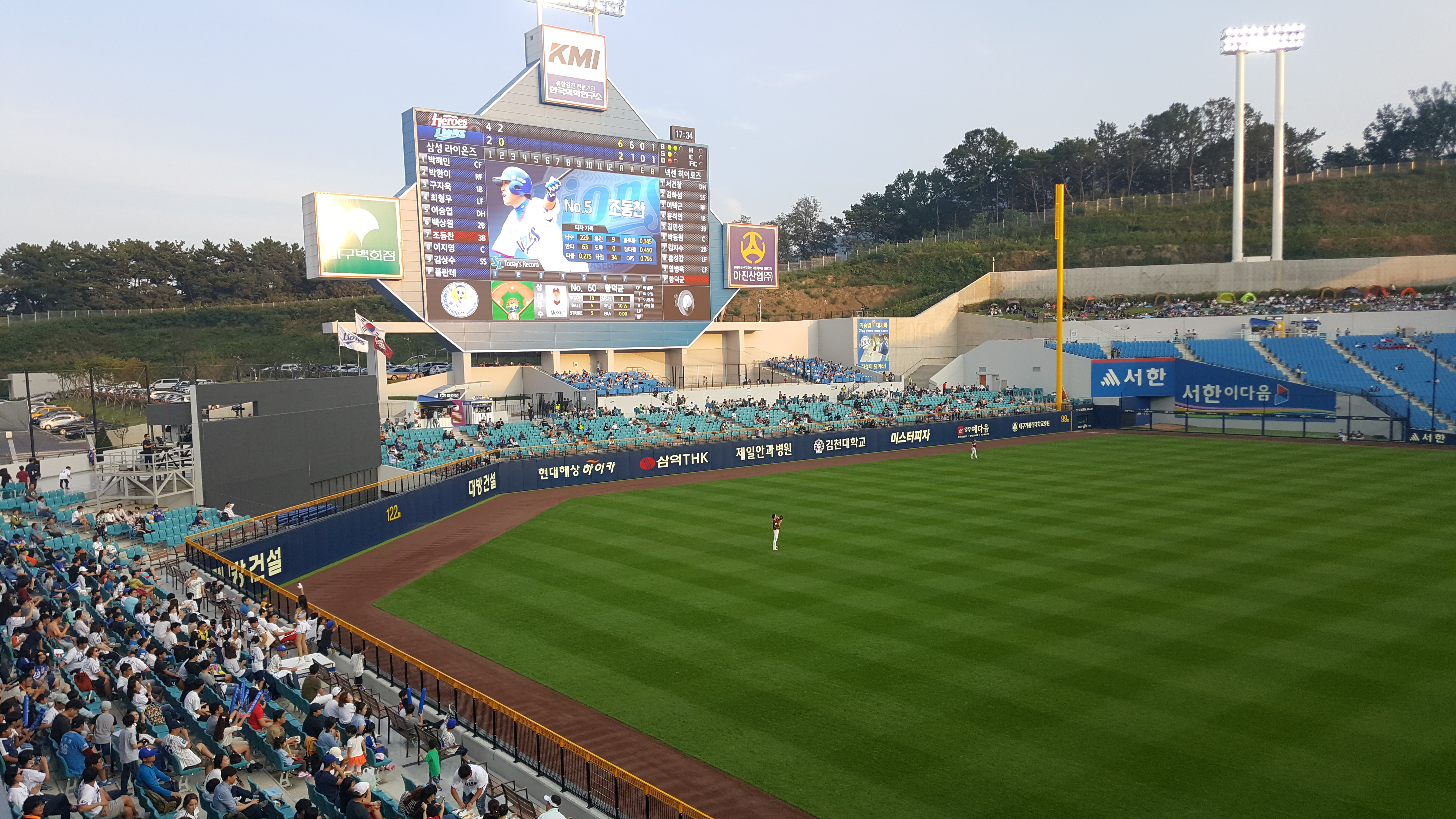
2016년 9월 대구삼성라이온즈파크 외야석, 조동찬의 타석
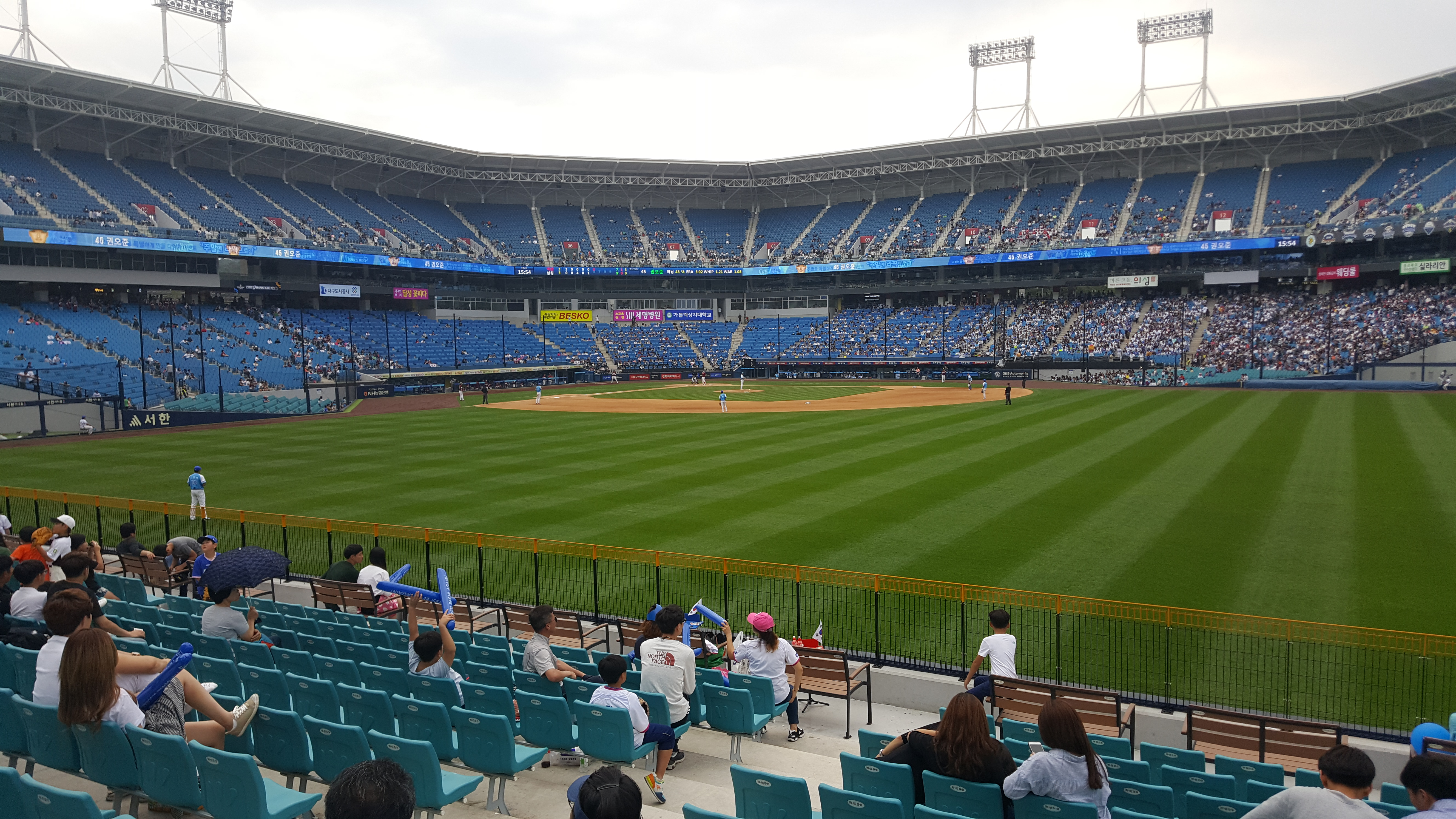
2016년 9월 대구삼성라이온즈파크 외야에서 바라본 야구장
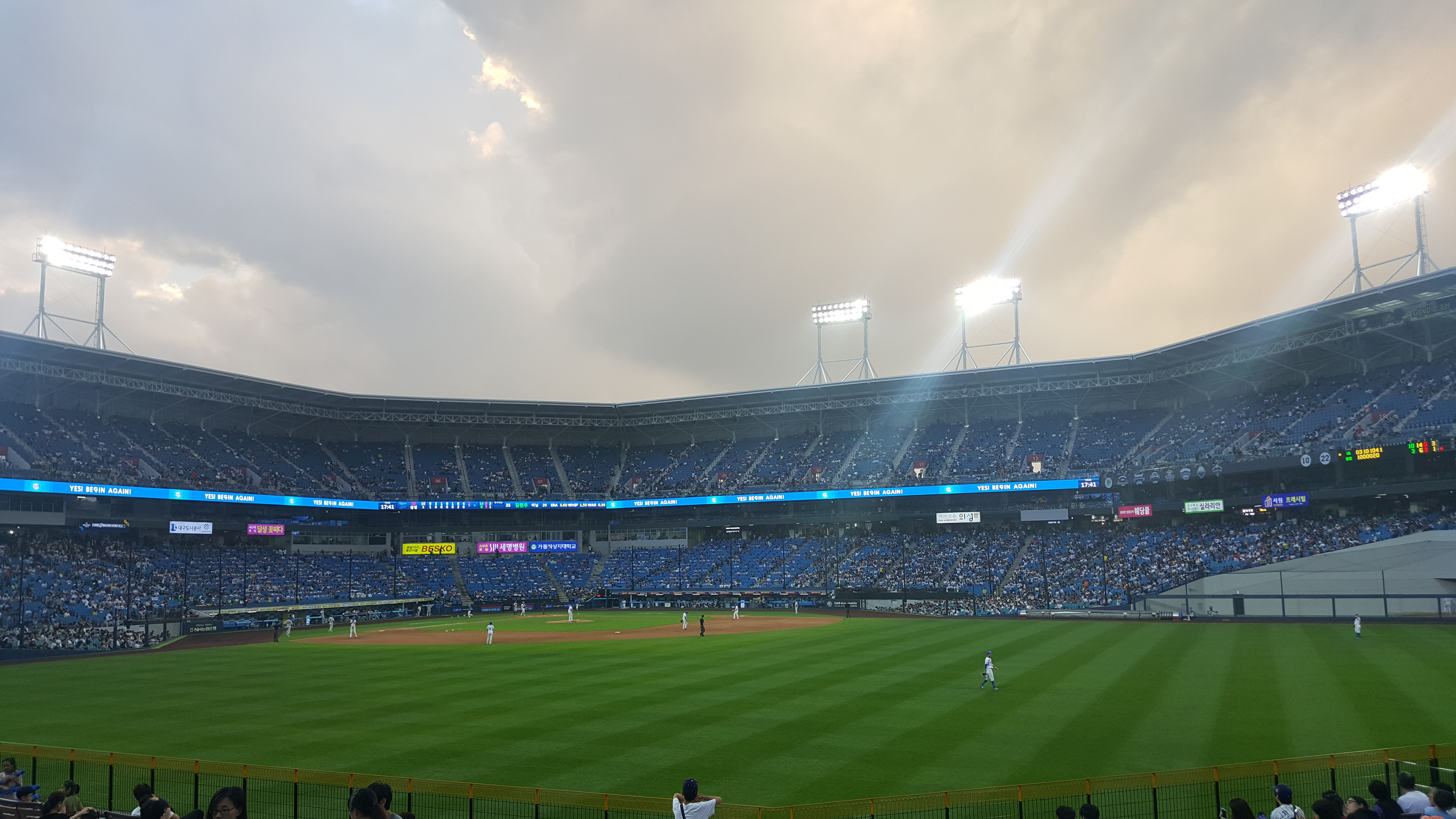
2016년 10월 대구삼성라이온즈파크 외야에서 바라본 야구장
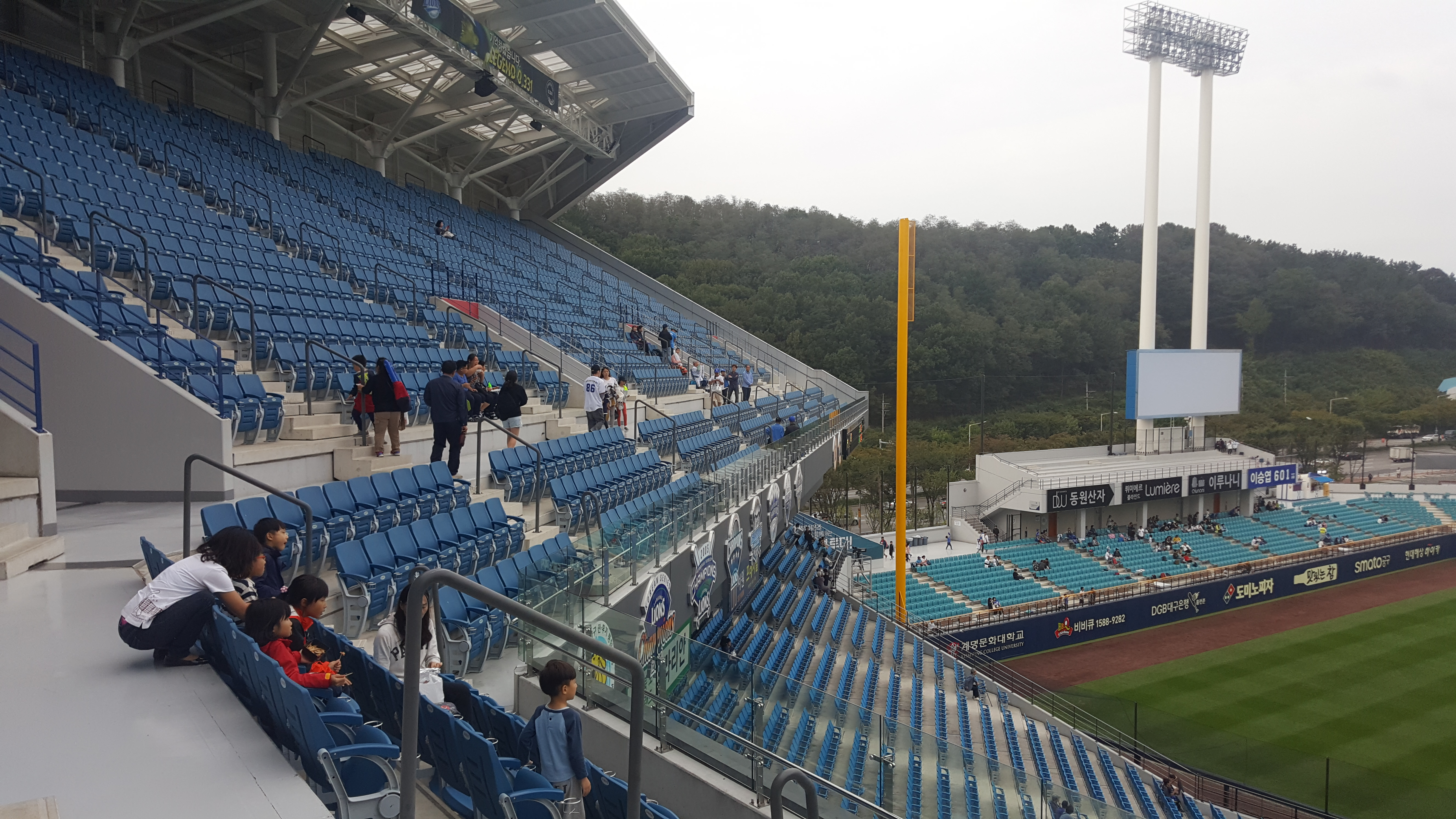
2016년 10월 대구삼성라이온즈파크 5층 3루석
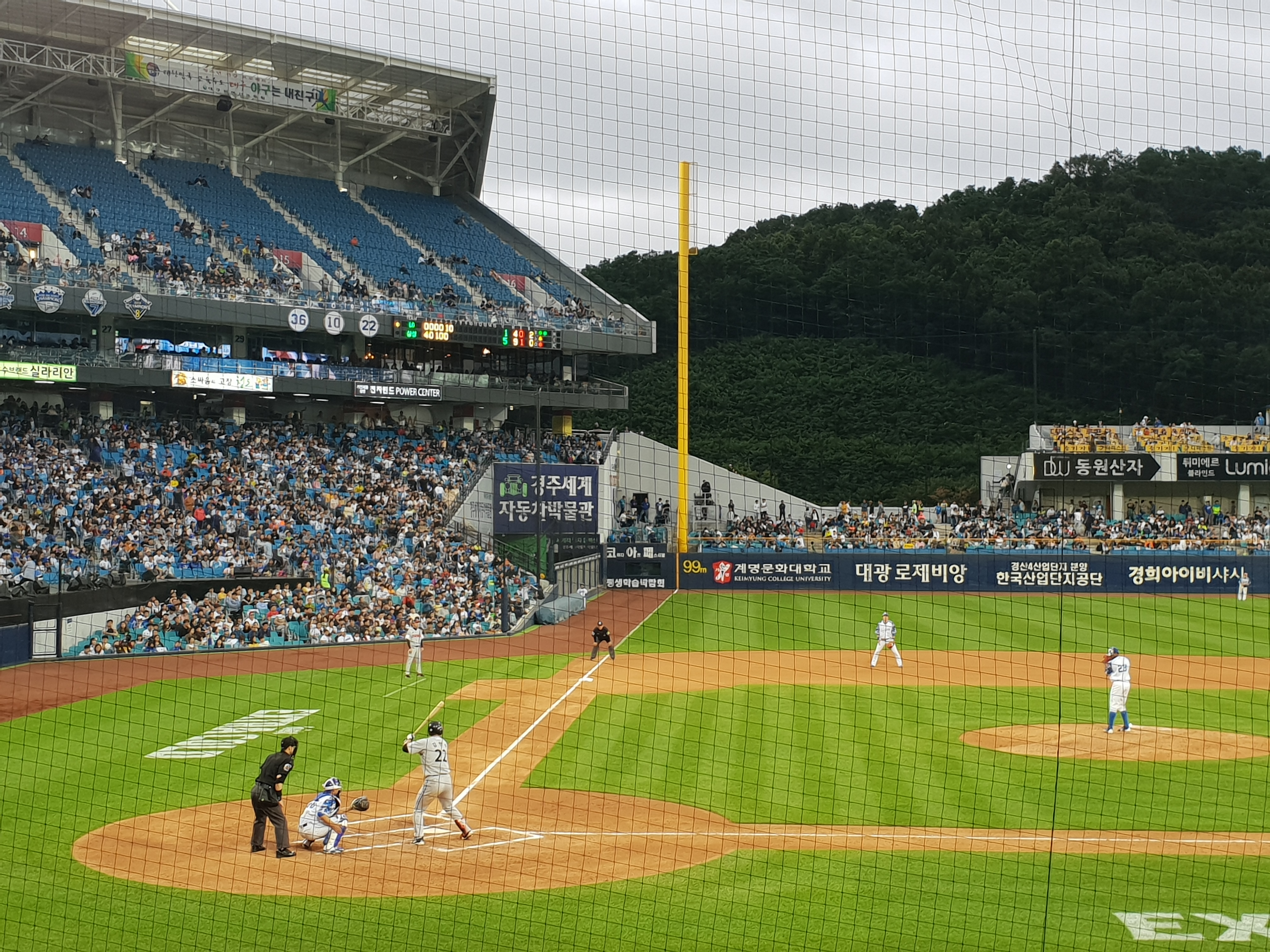
2018년 6월 대구삼성라이온즈파크 투수는 보니야
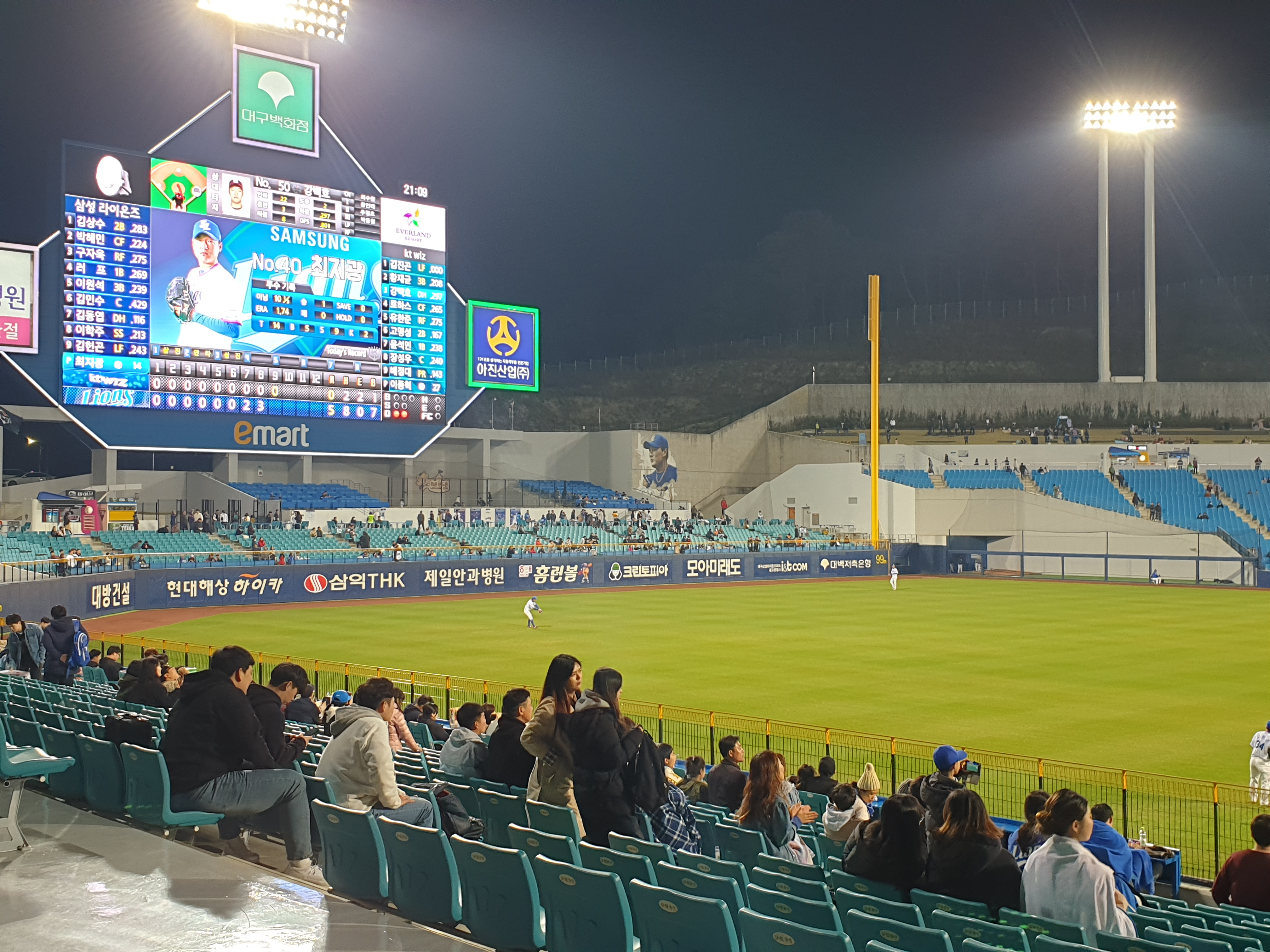
2019년 4월 대구삼성라이온즈파크. 투수 최지
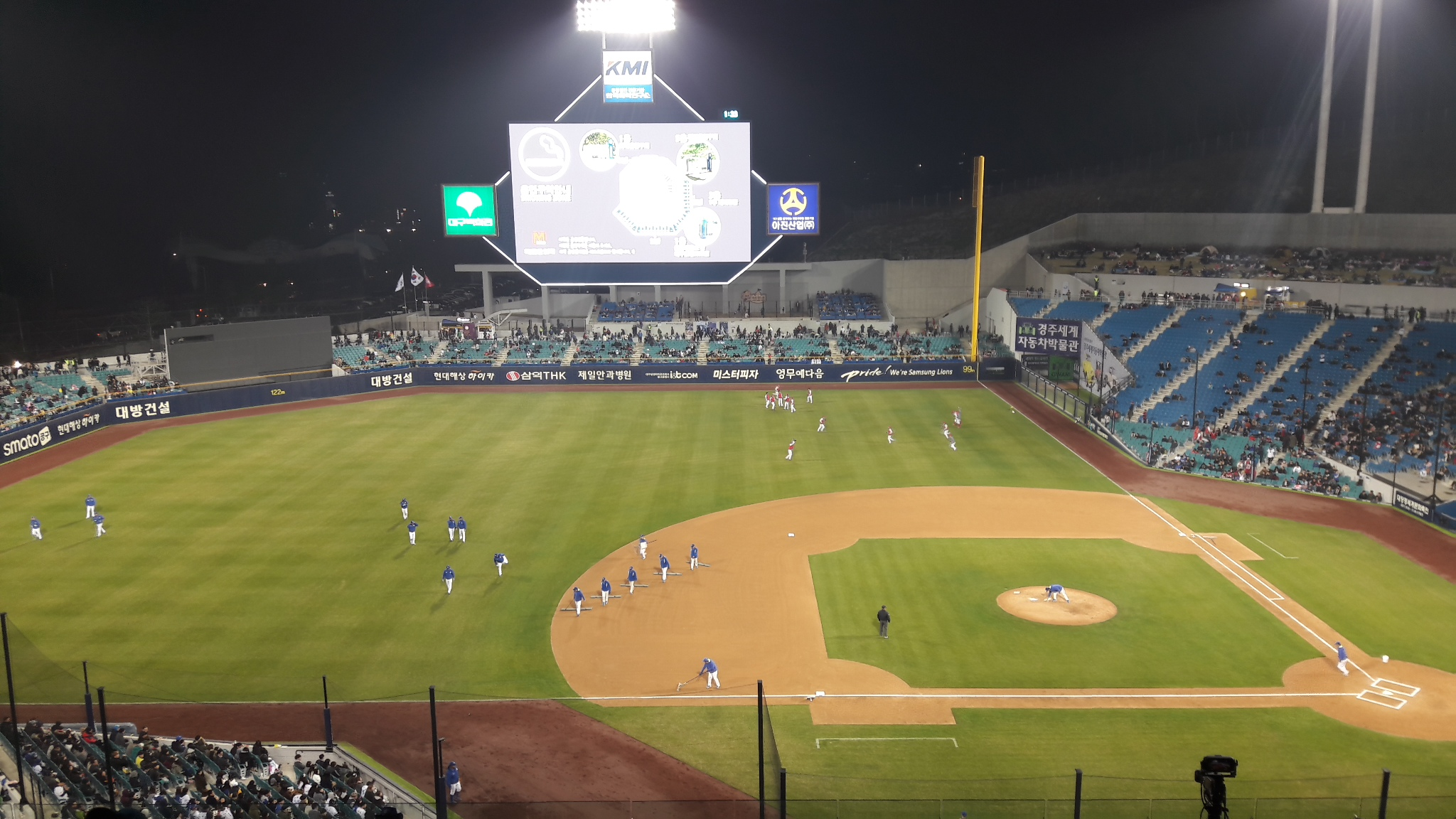
대구 삼성 라이온즈 파크 내부
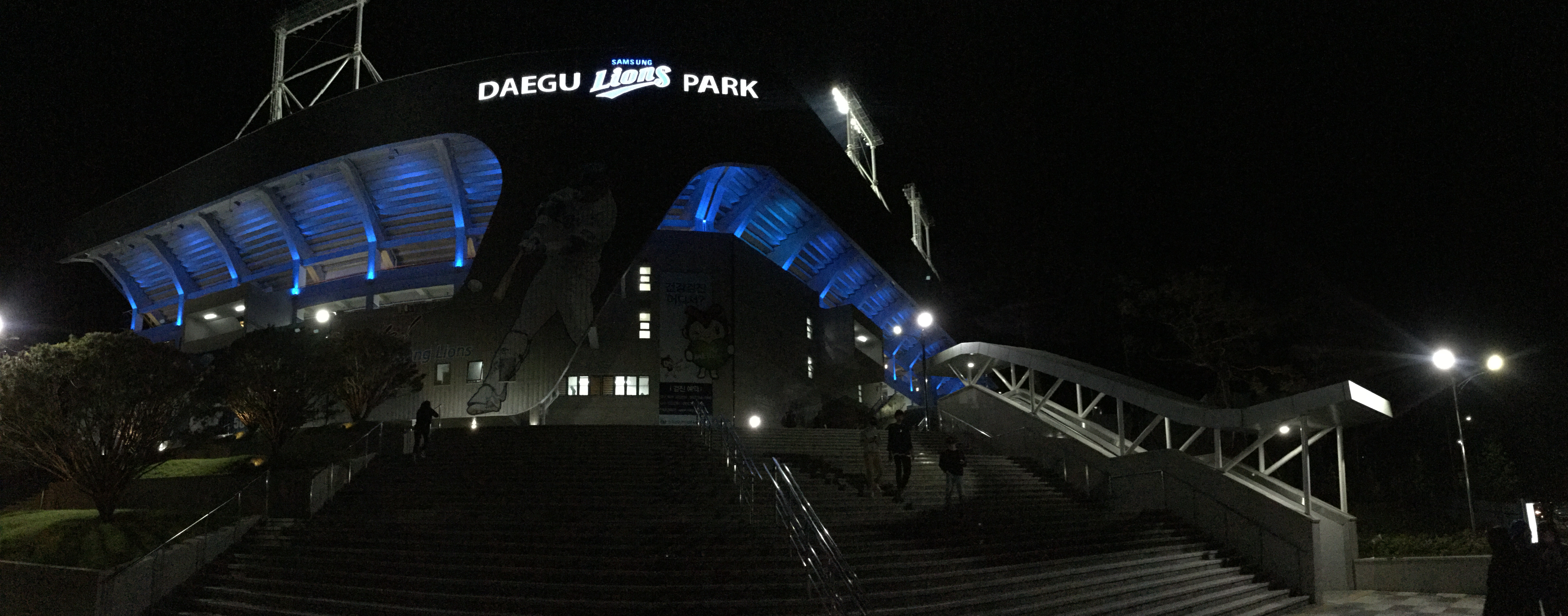
대구 삼성 라이온즈 파크 야경